# Rhynchothorax voxorinus
Rhynchothorax voxorinus är en havsspindelart som beskrevs av Stock, J.H. 1966. Rhynchothorax voxorinus ingår i släktet Rhynchothorax och familjen Rhynchothoracidae. Inga underarter finns listade i Catalogue of Life.